# Sacrificarea puilor

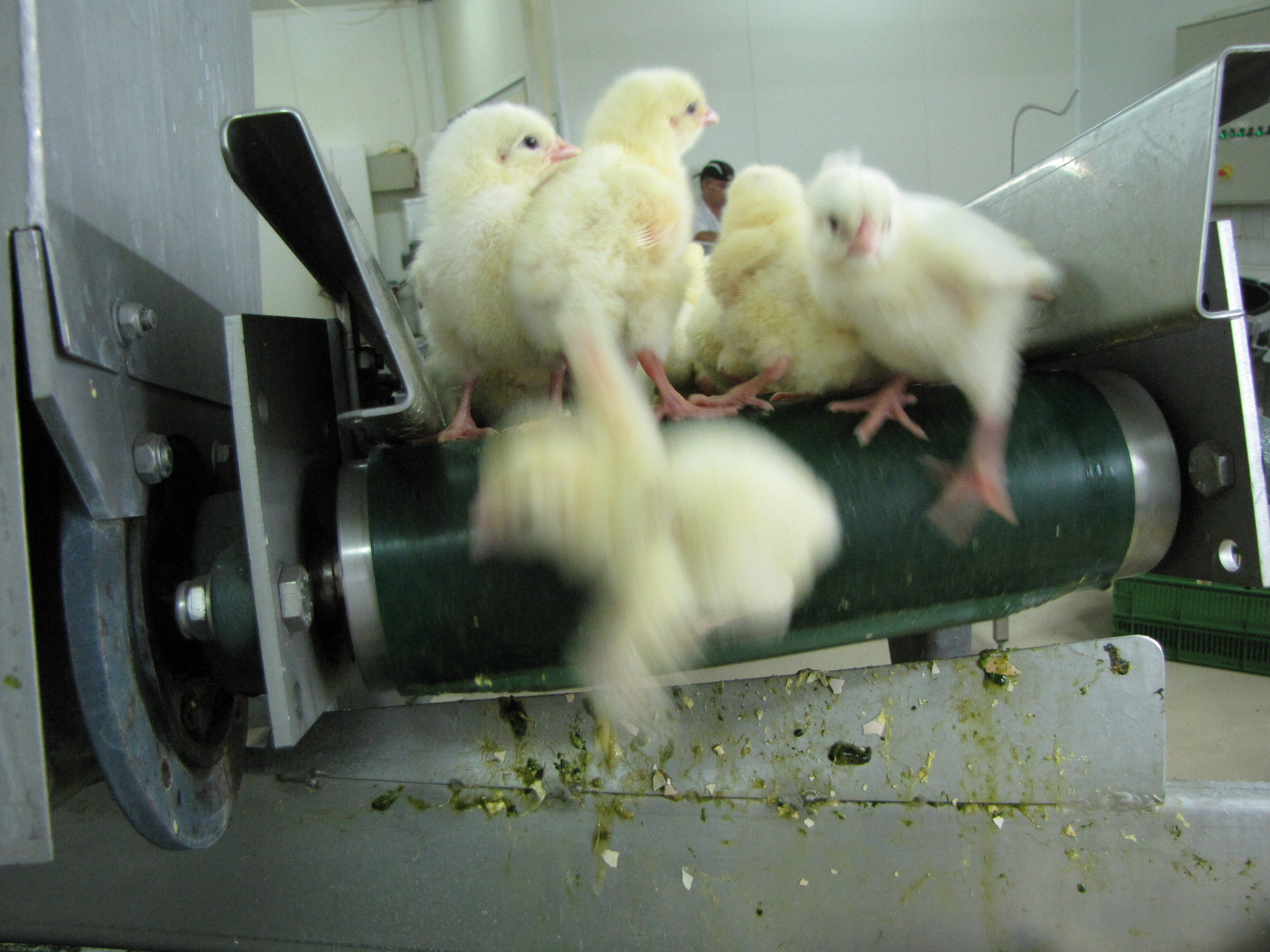
Pui masculi pe o bandă transportoare a maceratorului, cu câteva secunde înainte de a fi omorâți.

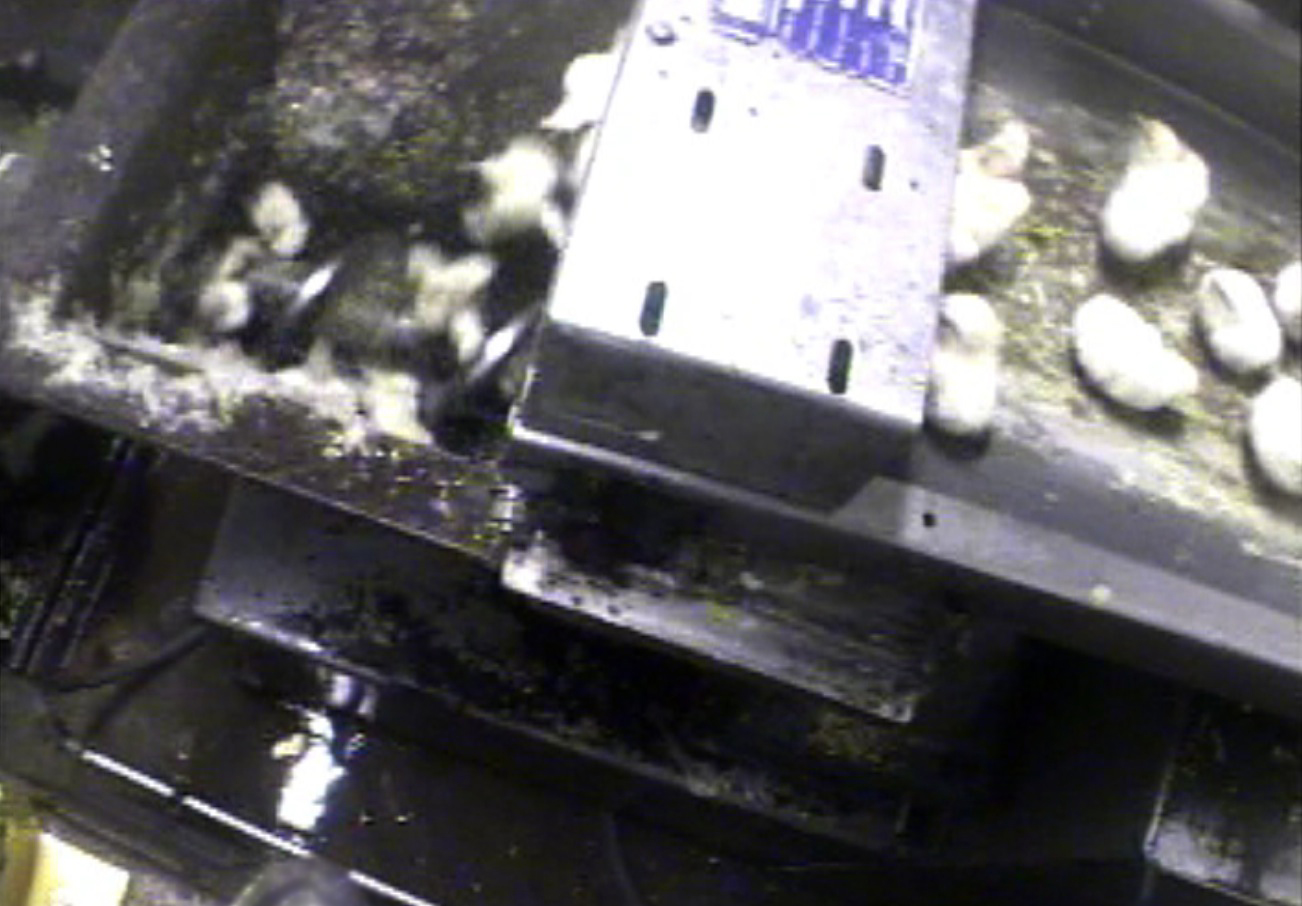
Pui măcinați de un macerator.

Sacrificarea puilor sau uciderea puilor nedoriți reprezintă procesul de eliminare a puilor (în special masculi și femele nesănătoase) care nu sunt considerați utili în industria intensivă de creștere a animalelor. Această practică este întâlnită în toate formele de producție industrializată de ouă, inclusiv în fermele cu păsări la sol, organice sau în cuști. Totuși, unele ferme de ouă certificate, care cresc păsări pe pășune, fac eforturi pentru a elimina complet această practică.
La nivel mondial, aproximativ 7 miliarde de pui masculi sunt sacrificați anual în industria ouălor. Deoarece puii masculi nu depun ouă și doar un număr redus dintre ei sunt necesari pentru reproducere, aceștia sunt considerați inutili pentru producția de ouă. De obicei, puii sunt sacrificați la scurt timp după determinarea sexului, proces care are loc la câteva zile după eclozare.
Metodele de sacrificare care nu implică anestezice includ dislocarea cervicală, asfixierea cu dioxid de carbon și macerarea prin utilizarea unui dispozitiv de măcinare de mare viteză. În Statele Unite ale Americii, macerarea este metoda principală și este preferată în multe țări occidentale față de asfixierea cu dioxid de carbon, deoarece este considerată „mai umană”, moartea survenind aproape instantaneu.
Din cauza reproducerii selective moderne, rasele de găini utilizate pentru producția de ouă diferă de cele folosite pentru producția de carne (broileri). În Statele Unite ale Americii, puii masculi sunt eliminați în industria ouălor deoarece „nu depun ouă și nu cresc suficient de mari pentru a fi utilizați ca broileri”.
Puii de rață și gâscă sunt, de asemenea, eliminați în producția de foie gras. În acest caz, femelele sunt adesea sacrificate, deoarece masculii au o tendință mai mare de a câștiga în greutate. Femelele sunt adesea eliminate folosind un macerator industrial, iar resturile acestora sunt utilizate ulterior pentru hrana animalelor de companie sau ca îngrășământ. Aproximativ 4-7 miliarde de pui masculi și până la 40 de milioane de rațe femele sunt sacrificați anual în acest mod.
Din cauza preocupărilor legate de bunăstarea animalelor, există o opoziție socială tot mai puternică față de această practică. În anii 2010, au fost dezvoltate tehnologii pentru determinarea sexului puilor înainte de eclozare (sexare in-ovo). Germania și Franța au devenit primele țări care au interzis complet sacrificarea puilor masculi începând cu 1 ianuarie 2022, solicitând și celorlalte state membre ale Uniunii Europene să adopte măsuri similare. Italia a interzis, de asemenea, această practică la scurt timp după aceea.

## Istorie

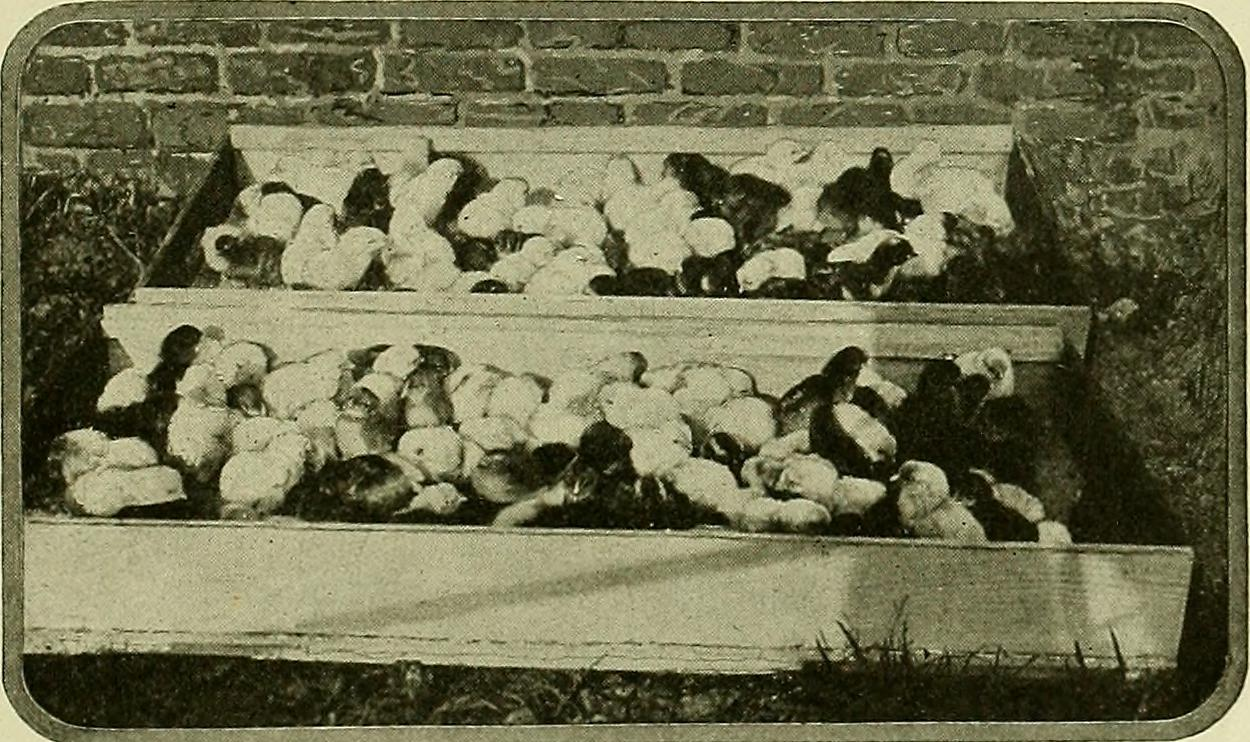
Pui crescuți la începutul anilor 1900

Înainte de dezvoltarea raselor moderne de carne (broileri), puii erau, în general, rase cu dublu scop. Majoritatea puilor masculi (cocoși) erau crescuți pentru carne, iar femelele (puicuțe) erau păstrate pentru producția de ouă. Cu toate acestea, odată ce industria avicolă a început să creeze hibrizi specializați pentru carne și ouă, în anii 1920 și 1930, nu a mai fost necesară păstrarea masculilor din rasele de găini ouătoare. Ca rezultat, puii masculi din liniile de găini ouătoare sunt sacrificați cât mai curând după eclozare și determinarea sexului, pentru a minimiza pierderile financiare ale fermierilor. Tehnici avansate au fost dezvoltate pentru a determina sexul puilor cât mai devreme posibil.
În noiembrie 2018, „prima producție de ouă fără uciderea puilor masculi la scară industrială” a fost pusă în vânzare publicului în Berlin, Germania.
În prezent, există tehnologii comercializate care permit determinarea sexului unui embrion de pui în stadiul de ou, cunoscute sub numele de sexare in-ovo. Aceste tehnologii, cum ar fi Respeggt, In Ovo, Orbem, și CHEGGY, câștigă popularitate în Europa, deoarece sexarea se realizează înainte ca embrionul să poată simți durerea.

## Metode

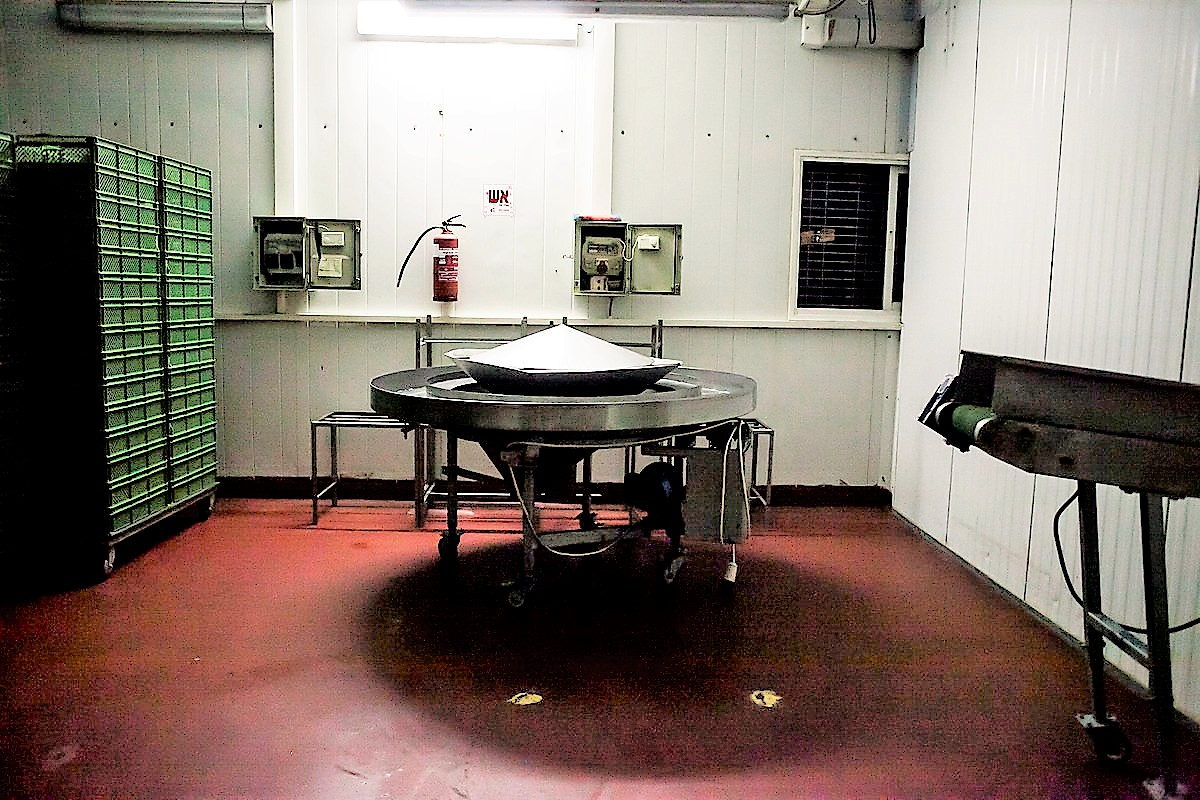
Mașină de măcinat pui

Mai multe metode sunt utilizate pentru a elimina puii:
- Macerare (numită și „măcinare” sau „tocare”): puii sunt introduși într-un măcinător de mare viteză.[15]
- Asfixiere (numită și „gazare” sau „ucidere în atmosferă controlată”); puii sunt expuși la dioxid de carbon, care induce inconștiența și apoi moartea.[15][16]
- Dislocare cervicală; gâtul puiului este rupt.
- Electrocutare; un curent electric este trecut prin corpul puiului până la moarte.[17]
- Sufocare; puii sunt plasați în saci de plastic.[18]

### Metode permise în Uniunea Europeană
Procedurile autorizate pentru sacrificarea puilor au fost standardizate în Uniunea Europeană. Reglementările inițiale din 1976 au fost actualizate în 1993, iar o nouă directivă a intrat în vigoare la 1 ianuarie 2013 și a fost actualizată ultima dată în decembrie 2019. Acestea includ:
- Utilizarea unui aparat mecanic care provoacă moarte rapidă (în esență, macerare).
- Expunerea la dioxid de carbon (gazare).

### Metode și standarde recomandate în Statele Unite și Canada
American Veterinary Medical Association (AMVA) recunoaște următoarele metode de „eutanasie” pentru puii nedoriți: dislocare cervicală, macerare și asfixiere cu dioxid de carbon.
În Canada, Codul de Practică pentru Îngrijirea Animalelor de Fermă publică standardele pentru îngrijirea și manipularea ouălor de incubație, crescătorilor, găinilor și curcanilor. Codul definește eutanasia ca „încheierea vieții într-un mod care minimizează durerea și suferința” și subliniază necesitatea unei pierderi rapide și ireversibile a conștiinței, urmată de moarte rapidă. Exemple de metode includ:
- Supradoză de anestezic.
- Bolt captiv nepenetrant (numai fermă).
- Inhalarea de gaze (nitrogen, monoxid de carbon sau dioxid de carbon).
- Macerare
- Dislocare cervicală manuală sau mecanică.

În 2016, producătorii din SUA au anunțat obiectivul de a dezvolta tehnologii care să permită determinarea sexului puilor înainte de eclozare, astfel încât ouăle masculine să fie distruse înainte de naștere. Cu toate acestea, până în ianuarie 2020, uciderea puilor masculi de o zi rămâne o practică inevitabilă din cauza lipsei unei alternative viabile.

## Statistici privind eliminarea puilor masculi

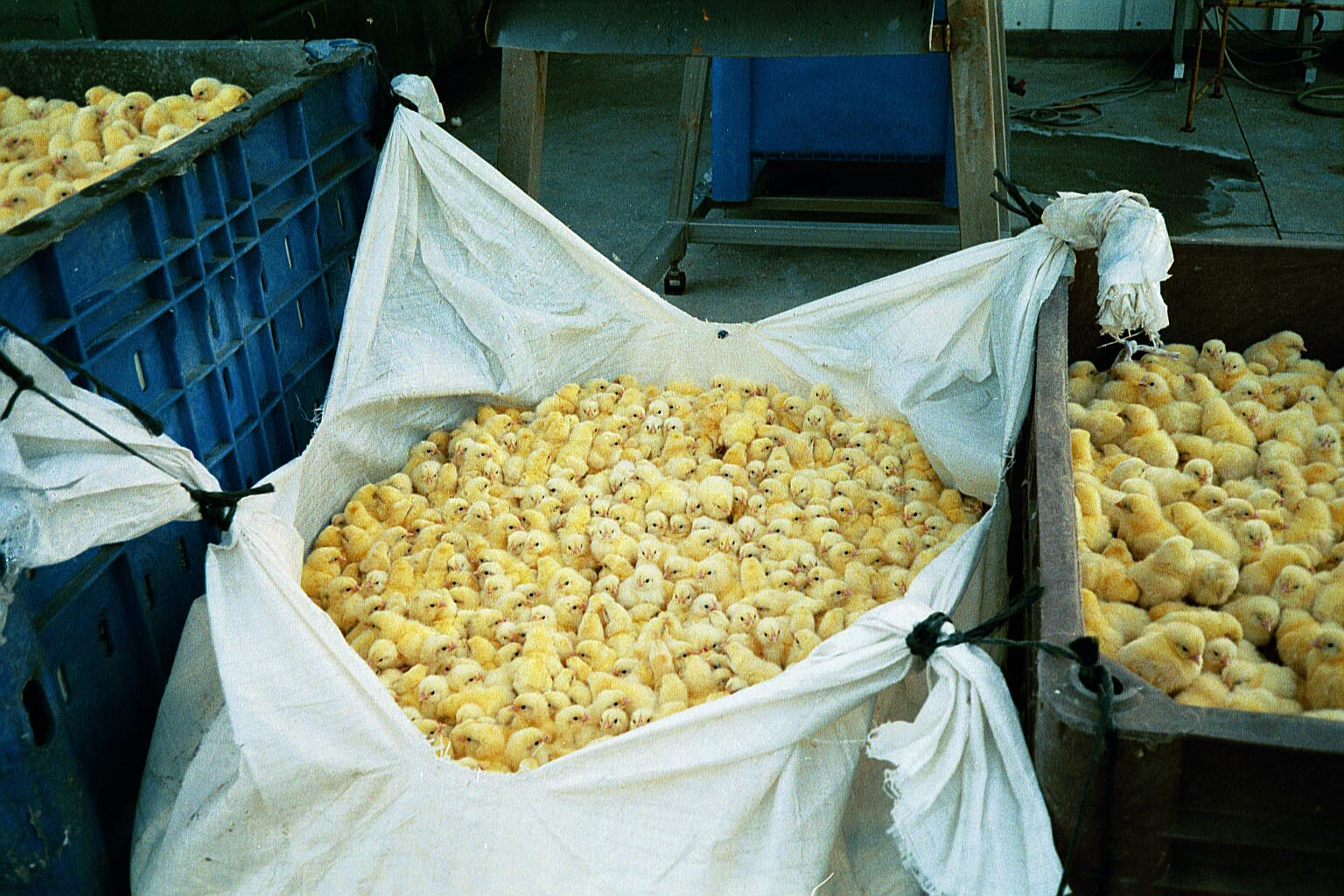
Pui masculi pregătiți pentru a fi uciși

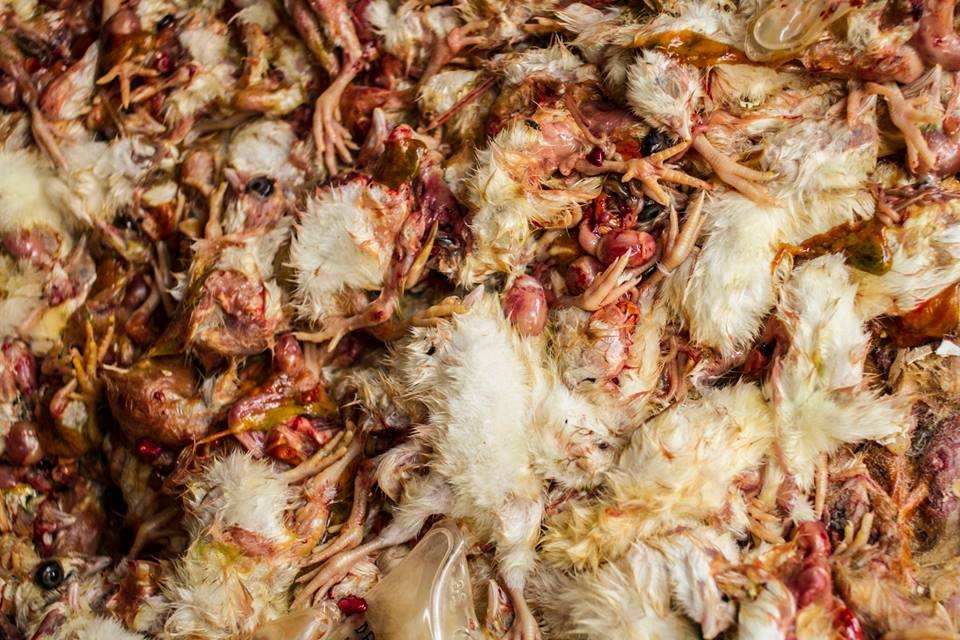
Pui masculi macerați necorespunzător (incomplet). Unele capete sunt vizibile. O macerare eficientă ar trebui să fie instantanee și completă.

- La nivel mondial, se estimează că aproximativ 7 miliarde de pui masculi sunt eliminați anual (conform estimării din 2015 a Poultry Site).[29] Alte surse oferă cifre variate: 6 miliarde (potrivit unui raport din iunie 2016 al SMH),[30] sau între 4 și 6 miliarde (conform The Guardian, decembrie 2018).[31] Co-fondatorul In Ovo, Wouter Bruins, a declarat în octombrie 2013 că primele 20 de țări producătoare de păsări elimină anual aproximativ 3,2 miliarde de pui masculi.[32]
- Australia: Peste 12 milioane de pui masculi sunt eliminați anual (estimare din iunie 2016),[30] metoda principală fiind macerarea,[33] dar și gazarea este utilizată.[30]
- Belgia: Peste 15 milioane de pui masculi sunt eliminați anual, aproximativ 40.000 pe zi (estimare din februarie 2020).[34] Singura metodă utilizată este gazarea cu CO2, efectuată în două etape: mai întâi puii sunt stupefiați, apoi omorâți.[16]
- Canada: 22,5 milioane de pui masculi sunt eliminați anual, aproximativ 62.000 pe zi (estimare din decembrie 2016).[35]
- Danemarca: Începând cu 2024, peste 3 milioane de pui masculi sunt eliminați anual, inclusiv în sistemele de producție la sol și cele organice.[36]
- Franța: 50 de milioane de pui masculi sunt eliminați anual în industria ouălor (estimare din februarie 2020).[37] În industria foie gras, aproximativ 16 milioane de pui și gâște femele sunt eliminați anual,[38] metoda principală fiind macerarea în ambele industrii.[39][37]
- Germania: Până la 50 de milioane de pui masculi sunt eliminați anual (estimare din octombrie 2019),[40] gazarea fiind metoda principală.[40]
- India: Peste 180 de milioane de pui masculi sunt eliminați anual (estimare din octombrie 2014),[41] macerarea fiind metoda predominantă, deși au fost raportate și cazuri de sufocare în saci de plastic.[18]
- Olanda: 45 de milioane de pui masculi sunt eliminați anual (estimare din mai 2016),[42] metoda principală fiind gazarea.[42]
- Noua Zeelandă: Între 2,5 și 3 milioane de pui masculi sunt eliminați anual (estimări din aprilie 2001 și iunie 2016),[43][44] macerarea fiind metoda principală.[43]
- Norvegia: Peste 3,5 milioane de pui masculi de o zi sunt omorâți anual (estimare din 2023), metoda predominantă fiind macerarea.[45]
- Spania: 35 de milioane de pui masculi sunt eliminați anual (estimări din martie 2020[46] și februarie 2022[47]), metoda principală fiind asfixierea, deoarece macerarea nu este utilizată în Spania.[47]
- Suedia: Un raport din 2026 al Consiliului Suedez pentru Agricultură menționează că 5,6 milioane de găini ponte sunt înlocuite anual, iar un număr similar de cocoși sunt omorâți la incubatoare.[48]
- Elveția: Aproximativ 3 milioane de pui masculi sunt eliminați anual (estimare din septembrie 2019).[49] Singura metodă utilizată este gazarea, deoarece macerarea a fost interzisă începând cu 1 ianuarie 2020, dar a fost rar folosită anterior.[49]
- Regatul Unit: Între 30 și 40 de milioane de pui masculi sunt eliminați anual (afirmație de Viva! din noiembrie 2010).[50] Un articol din noiembrie 2010 al Telegraph a raportat despre două operațiuni sub acoperire care au arătat utilizarea atât a gazării, cât și a macerării în incubatoarele din Preston.[50] Ambele metode sunt legale și aprobate de Asociația Humane Slaughter și RSPCA. În 2015, un purtător de cuvânt al BEIS a susținut că gazarea este singura metodă utilizată în Marea Britanie.[50][51]
- Statele Unite ale Americii: Humane Society a raportat că aproximativ 300 de milioane de pui masculi sunt eliminați anual (ianuarie 2020),[52] iar Associated Press a estimat 200 de milioane în 2009.[53] Macerarea este metoda principală.

## Controverse și eliminare treptată
Susținătorii bunăstării animalelor consideră că multe dintre practicile curente privind eliminarea puilor sunt neetice. Cei care militează pentru drepturile animalelor argumentează că este greșit să se exploateze și să se ucidă ființe simțitoare fără necesitate pentru producția de alimente, inclusiv puii masculi.

### Cercetare științifică a alternativelor la eliminarea puilor masculi (anii 2010)

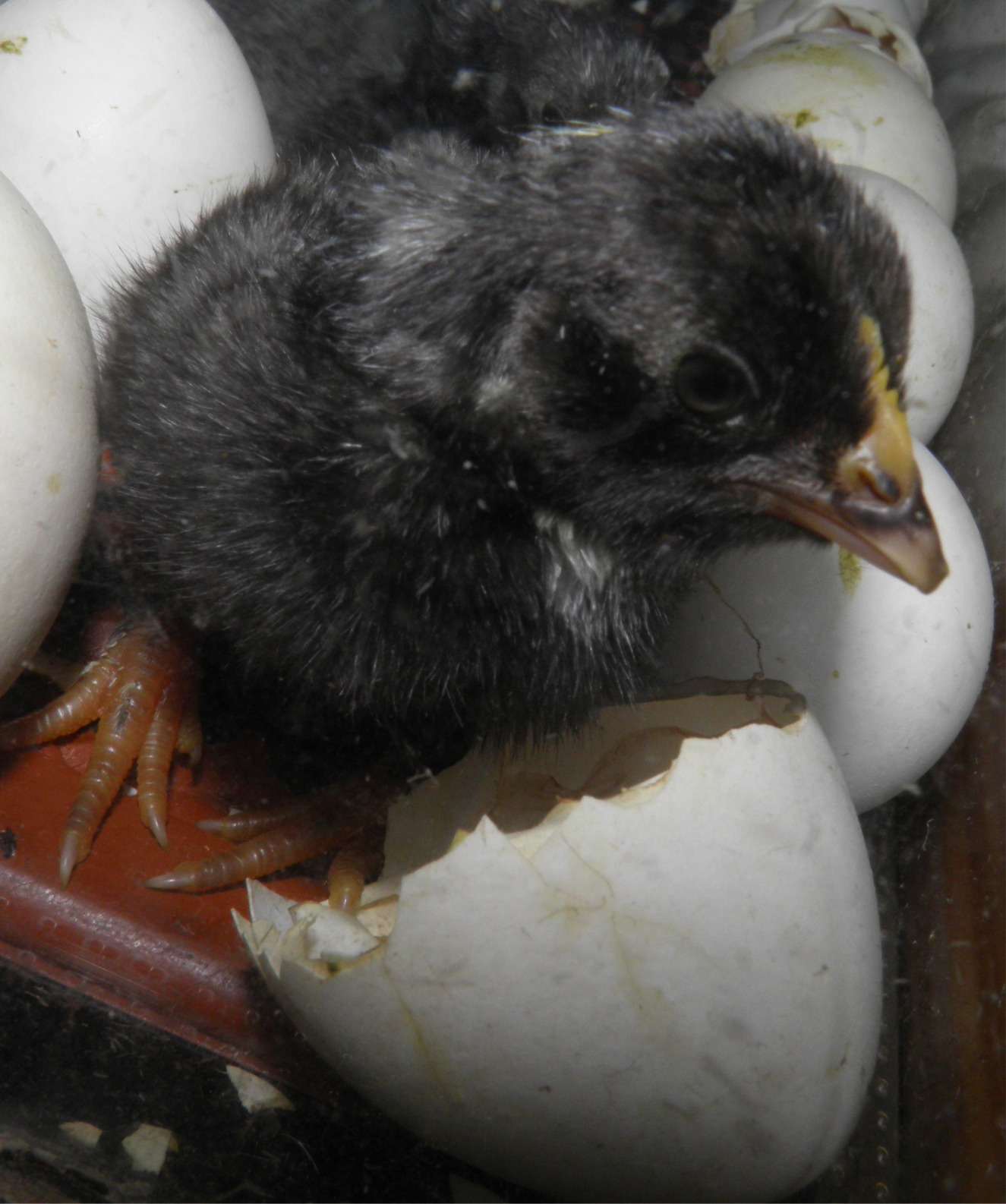
O femelă care eclozează

În ultimul deceniu, mai multe tehnologii au fost dezvoltate pentru a evita sacrificarea puilor masculi, prin determinarea sexului acestora înainte de eclozare. Unele tehnologii se bazează pe măsurarea ouălor folosind metode precum spectroscopia, teste chimice sau imagistica, care pot determina sexul puilor în termen de 3 până la 13 zile de la începutul incubației. Alte tehnologii implică inginerie genetică, cu scopul de a face ca ouăle care conțin pui masculi să fie fluorescente. Aceste soluții sunt atractive atât din punct de vedere etic, cât și economic, deoarece pot reduce costurile asociate cu eliminarea puilor masculi și cu incubația ouălor care nu vor produce femele productive. Timothy Kurt, director în cadrul Departamentului pentru Agricultură al Statelor Unite, a afirmat: „Toată lumea își dorește același lucru, iar o tehnologie potrivită ar putea rezolva această problemă chiar acum”.
În 2014, un purtător de cuvânt al Unilever a declarat că compania s-a angajat să finanțeze și să sprijine cercetarea și introducerea unor metode alternative, inclusiv sexarea in-ovo, o tehnologie care ar putea elimina necesitatea eclozării și eliminării puilor masculi.
În 2015, Universitatea din Leipzig a dezvoltat o metodă prin care sexul ouălor fertilizate poate fi determinat la 72 de ore de la începerea incubației. Această metodă folosește un laser pentru a perfora o mică gaură în coaja oului, iar spectroscopia Raman este utilizată pentru a analiza celulele sanguine din ou, determinând sexul embrionului. După analiză, gaura este sigilată și ouăle care conțin embrioni femele sunt incubate în continuare. Deși puii masculi sunt în continuare eliminați, acest lucru se întâmplă într-un stadiu mai timpuriu al dezvoltării.
În 2018, Agriculture and Agri-Food Canada a investit 844.000 de dolari pentru a dezvolta o tehnologie de scanare electronică a ouălor fertilizate, pentru a determina dacă acestea vor produce pui masculi sau femele.
În septembrie 2019, Fundația pentru Cercetarea Alimentelor și Agriculturii din SUA a anunțat un premiu de 6 milioane de dolari pentru dezvoltarea unei tehnologii de sexare in-ovo care să îndeplinească anumite criterii specifice. În noiembrie 2019, au fost acordate 2.113.915 dolari din acest premiu pentru șase proiecte promițătoare.
Tehnologia CRISPR este utilizată pentru a edita genetic ouăle, marcând cele care conțin pui masculi înainte de a fi plasate în incubatoare, eliminând astfel necesitatea incubării și eclozării puilor masculi.
În primăvara anului 2021, compania olandeză In Ovo, cu sediul în Leiden, a lansat mașina de sexare in-ovo „Ella”, care poate determina sexul ouălor cu o precizie de peste 95%, cu potențialul de a atinge 99% în viitorul apropiat. Această metodă presupune extragerea unui fluid din oul fertilizat printr-un ac fin și identificarea unui biomarker specific, sabineamin, folosind spectrometrie de masă. Procesul durează mai puțin de o secundă.
La sfârșitul lunii mai 2021, o echipă de cercetători de la Technische Hochschule OWL din Lemgo, Germania, a anunțat că poate folosi un laser pentru a perfora o mică gaură în coaja oului fertilizat și a determina sexul acestuia prin spectroscopie de fluorescență în termen de șase zile de la incubație, respectând astfel cerințele legale ale Germaniei privind sexarea timpurie, în vigoare din 2024. Cu toate acestea, start-up-uri precum Respeggt și In Ovo au reacționat cu scepticism, afirmând că aceste rezultate par a fi premature, iar „multe metode par promițătoare inițial, dar nu sunt imediat utile în practică”.

### Provocare juridică în Germania (2013–2019)

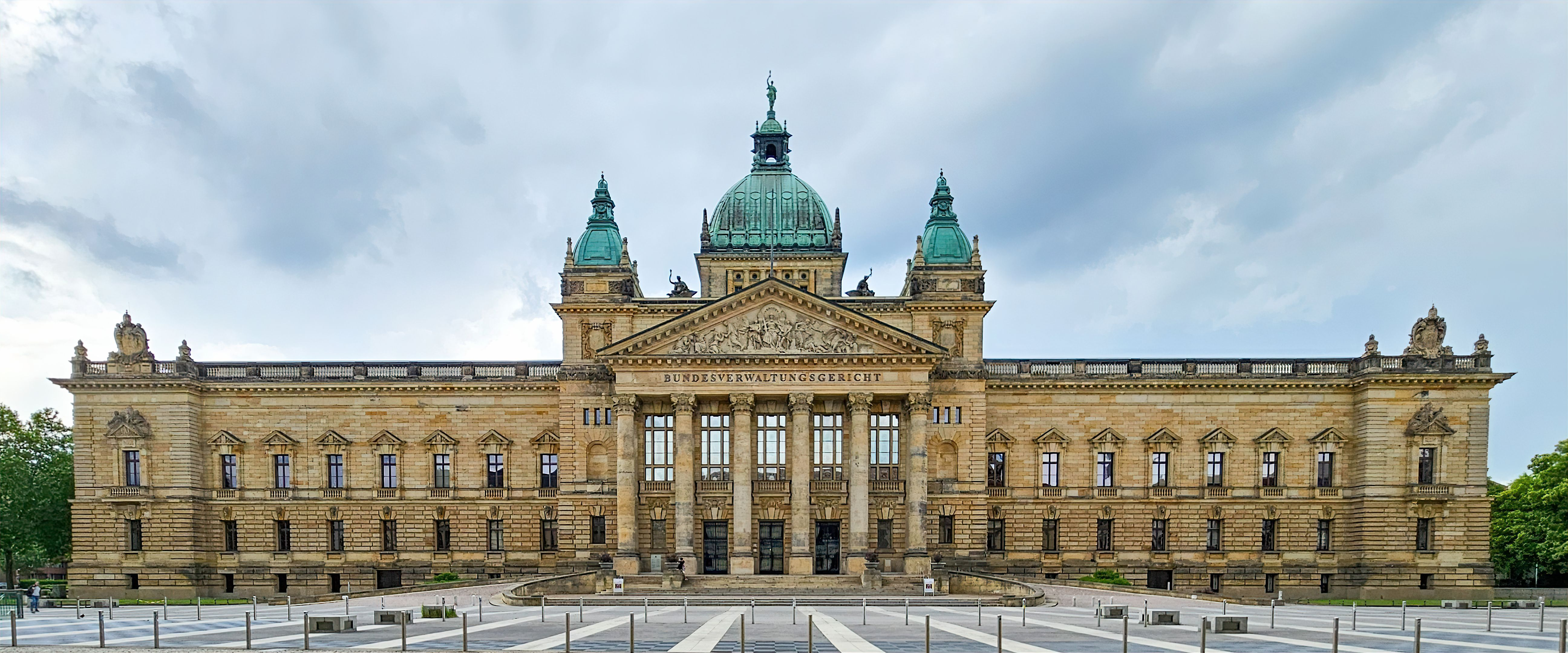
Tribunalul Administrativ Federal

În 2013, statul german Renania de Nord-Westfalia a emis un decret prin care interzicea incubatoarelor să omoare puii, măsură contestată de două incubatoare de ouă din stat. Paragraful 1 din Legea privind bunăstarea animalelor din Germania stipulează că „Nimeni nu poate provoca durere, suferință sau răni unui animal fără o cauză rezonabilă”. O instanță inferioară a decis că uciderea puilor pentru producția de alimente constituie un motiv „rezonabil”, ceea ce a condus la un proces la Curtea Administrativă Federală din Leipzig. Pe 13 iunie 2019, instanța a decis că metoda actuală de sacrificare a puilor „încalcă legile țării împotriva uciderii animalelor fără un motiv justificat”. u toate acestea, instanța a permis temporar continuarea sacrificării puilor până la disponibilitatea unor alternative, cum ar fi determinarea sexului în ouă. „Ouăle fără ucidere” au fost introduse pe piața germană în 2018 și erau disponibile în peste 200 de magazine până în iunie 2019. Începând cu iunie 2023, cinci companii aveau tehnologii comerciale de sexare in-ovo disponibile, utilizate pentru aproximativ 15% din populația europeană de găini ouătoare.

### Eforturi politice (2018-prezent)
Interdicție asupra tuturor eliminărilor de pui
     Macerarea puilor este ilegală, gazarea puilor este legală
     Interdicție planificată asupra tuturor eliminărilor de pui
     Eliminarea puilor este legală, fără interdicție planificată
     Fără date

Starea legală actuală la nivel global a eliminării puilor în industria avicolă:
Interdicție asupra tuturor eliminărilor de pui
Macerarea puilor este ilegală, gazarea puilor este legală
Interdicție planificată asupra tuturor eliminărilor de pui
Eliminarea puilor este legală, fără interdicție planificată
Fără date

Pe 6 iunie 2018, Luxemburg a modificat Legea sa privind Protecția Animalelor (Loi sur la protection des animaux, Deiereschutzgesetz, Tierschutzgesetz), interzicând „eliminarea animalelor din motive exclusiv economice”, interpretată ca acoperind uciderea puilor și vițeilor masculi în industria laptelui. Guvernul a afirmat că Luxemburg a fost prima țară din lume care a interzis aceste practici, deși, în realitate, acestea nu existau pe teritoriul său la acea vreme; cu toate acestea, măsura a stabilit un precedent legal pentru alte țări.
Ca răspuns la decizia instanței din Leipzig din iunie 2019, ministrul german al agriculturii, Julia Klöckner, a declarat că sacrificarea puilor este „inacceptabilă din punct de vedere etic” și a susținut că ar trebui interzisă. Acordul Coaliției Mari din martie 2018 stipula că sacrificarea puilor trebuie încheiată „până la mijlocul actualei perioade legislative”, care ar fi fost în octombrie 2019, dar acest obiectiv nu a fost atins. La acea vreme, gazarea era metoda principală de sacrificare a puilor în Germania, omorând până la 50 de milioane de pui pe an. Deși guvernul federal investise deja milioane de euro în cercetarea unor metode alternative de determinare a sexului în ouă, acestea nu erau încă disponibile pe piață.
În septembrie 2019, parlamentul Elveției a votat pentru interzicerea macerării puilor, deși această practică nu era utilizată în Elveția. S-a comentat suplimentar că „tendința de a crește specii doar pentru producția de ouă sau carne transformă animalele în simple obiecte, ducând la practici absurde precum macerarea puilor masculi vii”. Totuși, gazarea puilor, care omoară aproximativ trei milioane de pui masculi pe an în Elveția, a rămas legală.
La sfârșitul lunii octombrie 2019, ministrul francez al agriculturii, Didier Guillaume, a declarat la France Inter: „Am anunțat săptămâna trecută împreună cu colega mea, ministrul german al agriculturii [Julia Klöckner], că vom opri macerarea puilor, care nu mai este acceptabilă astăzi. Am stabilit ca termen sfârșitul anului 2021.” El a argumentat că practica trebuie eliminată treptat și nu imediat: „Dacă o facem imediat, ce se va întâmpla? Nu vor mai fi ouă.”
Pe 13 ianuarie 2020, în timpul unei vizite oficiale a lui Guillaume la Klöckner, cei doi miniștri au emis o declarație comună în care Franța și Germania își exprimau dorința de a pune capăt macerării în masă a puilor masculi la nivelul UE până la sfârșitul anului 2021. Guillaume a declarat că „Franța și Germania ar trebui să fie motorul european care să avanseze această problemă”, iar Klöckner a adăugat că președinția Germaniei în UE din a doua jumătate a anului 2020 reprezenta o oportunitate bună pentru a realiza acest obiectiv. Cele două țări intenționau să reunească diverse grupuri pentru a împărtăși cunoștințe științifice și pentru a implementa metode alternative. Pe 28 ianuarie 2020, Guillaume a reafirmat într-o conferință de presă că sacrificarea puilor masculi nedoriți (prin macerare) va fi interzisă în Franța până la sfârșitul anului 2021. Deși unii activiști pentru drepturile animalelor au salutat această decizie, alții au considerat că nu este suficient de fermă. Anturajul ministrului a declarat pentru Agenția France-Presse că nu era clar dacă interdicția anunțată includea și asfixierea cu CO2, o metodă exclusă din interdicția elvețiană, fapt care a dus la presiuni pentru a interzice explicit și această metodă de sacrificare a puilor.
La începutul lunii februarie 2020, patru organizații olandeze pentru drepturile animalelor au trimis scrisori prim-ministrului Mark Rutte și Comisiei Parlamentare pentru Agricultură, cerându-le să urmeze exemplul Elveției și Franței și să elimine toate formele de eliminare a puilor, inclusiv gazarea, în Olanda până la sfârșitul anului 2021. Ministerul olandez al Agriculturii a răspuns cu prudență că „se explorează o soluție politică” și că ministrul Agriculturii va oferi mai multe informații în curând. În martie 2020, Direcția de Producție și Piețe Agrare din Ministerul Spaniol al Agriculturii a declarat că colaborează cu producătorii de ouă pentru a pune capăt eliminării anuale a 35 de milioane de pui masculi în Spania în 2021. Ministerul a menționat că producătorii testau două tehnici diferite de detectare a sexului in-ovo.
În iulie 2020, după apelurile din partea PETA India care susțineau că diverse metode de sacrificare utilizate în industria avicolă încalcă Legea din 1960 privind Prevenirea Cruzimii față de Animale, guvernul din Assam a emis o directivă către incubatoarele avicole din stat, ordonându-le să înceteze toate uciderile ilegale ale puilor masculi sau nedoriți. Până în iunie 2023, mai multe guverne de stat din India au început să ia măsuri pentru a opri această practică, în urma solicitărilor PETA India. Departamentele de creștere a animalelor din statele Assam, Bihar, Chhattisgarh și Goa s-au angajat să adopte tehnologia de determinare a sexului in-ovo odată ce aceasta devine disponibilă în India. De asemenea, statele Andhra Pradesh, Gujarat, Haryana, Jammu, Kerala, Madhya Pradesh, Maharashtra, Rajasthan, Uttarakhand și Uttar Pradesh au emis ordine similare cu cele din Assam pentru a pune capăt practicilor ilegale și crude de sacrificare a puilor din industria avicolă.
     Interdicție asupra tuturor eliminărilor de pui
     Macerarea puilor este ilegală, gazarea puilor este legală
     Interdicție planificată asupra tuturor eliminărilor de pui
     Eliminarea puilor este legală, fără interdicție planificată
     Fără date

Starea legală actuală a eliminării puilor în Europa:
Interdicție asupra tuturor eliminărilor de pui
Macerarea puilor este ilegală, gazarea puilor este legală
Interdicție planificată asupra tuturor eliminărilor de pui
Eliminarea puilor este legală, fără interdicție planificată
Fără date

În ianuarie 2021, guvernul federal german a aprobat un proiect de lege care interzice sacrificarea puilor masculi, cu scopul de a intra în vigoare la sfârșitul anului 2021. Dacă această lege va fi adoptată de Bundestag, Germania ar deveni prima țară din lume care interzice această practică, continuând astfel angajamentele asumate împreună cu Franța în ianuarie 2020. Pe 20 mai 2021, Bundestagul a votat pentru interzicerea eliminării puilor masculi în Germania, urmând ca aceasta să se aplice începând cu 1 ianuarie 2022. Inițial, noua lege germană prevedea ca până la 1 ianuarie 2024 toate ouăle fertilizate din Germania să fie sexate înainte de a șaptea zi de incubație, pentru a evita riscul ca embrionii să devină conștienți și să simtă durere. Totuși, un studiu comandat ulterior de guvernul german a concluzionat că embrionii nu simt durere înainte de a treisprezecea zi, ceea ce a dus la ajustarea legii. Aceasta a fost o dezvoltare pozitivă pentru industria sexării in-ovo, deoarece multe tehnologii funcționează înainte de ziua 13, dar nu înainte de ziua 7.
Pe 15 iunie 2021, parlamentul olandez a adoptat cu 81 de voturi pentru și 69 împotrivă o moțiune adresată ministrului Agriculturii, Carola Schouten, pentru a interzice uciderea puilor masculi în Olanda. Moțiunea, redactată și prezentată de deputații Sandra Beckerman (SP) și Leonie Vestering (PvdD), stipula: „[Parlamentul] observă că aproximativ 40 de milioane de pui masculi sunt omorâți anual în Olanda din lipsă de valoare economică; considerând că acest lucru este inutil, deoarece există alternative; și luând în considerare faptul că Franța și Germania deja au introdus o interdicție, declară că uciderea puilor masculi ar trebui interzisă.” În aceeași zi, o altă moțiune inițiată de Beckerman și Derk Boswijk (CDA) a fost adoptată cu o majoritate mai mare de 115 voturi la 35, solicitând guvernului să investigheze cum și cât de repede ar putea fi implementată o interdicție privind uciderea puilor masculi. Această moțiune a reiterat că eliminarea anuală a 40 de milioane de pui masculi în Olanda era inutilă și că Franța și Germania deja introduceau o interdicție, subliniind că „o interdicție în Olanda este necesară și trebuie realizată într-un mod care să fie benefic pentru animale, fermieri și consumatori.” În urma acestor moțiuni, Ministerul Agriculturii a înființat un grup de coordonare pentru cocoșii de o zi, care a publicat în noiembrie 2022 două rapoarte de cercetare. Acestea au evidențiat complexitatea problemei și faptul că o interdicție nu putea fi implementată imediat, dar s-au stabilit deja acorduri între minister și sectorul avicol pentru reducerea uciderii puilor.
Pe 8 iulie 2021, regiunea belgiană Valonia a interzis macerarea puilor masculi, dar nu și gazarea; deși susținătorii bunăstării animalelor au criticat această omisiune, niciuna dintre aceste metode nu era practicată de afacerile din interiorul Regiunii Valonia.:5:5
Pe 18 iulie 2021, ministrul francez al Agriculturii, Julien Denormandie, a anunțat că uciderea puilor masculi va fi interzisă în Franța începând cu 1 ianuarie 2022. Atât macerarea, cât și gazarea urmau să fie interzise, iar guvernul francez va oferi subvenții de 10 milioane de euro crescătorilor de păsări pentru achiziționarea de echipamente de sexare in-ovo, fapt care ar duce la o creștere de aproximativ 1 eurocent per cutie de șase ouă pentru consumatori. Denormandie a estimat că două treimi din industria avicolă vor adopta aceste echipamente până la sfârșitul primului trimestru din 2022, având obligația de a le instala până la 31 decembrie 2022. Pe 21 iulie 2021, Germania și Franța au emis o declarație comună prin care îndemnau toate statele membre ale Uniunii Europene să interzică ucerea puilor masculi în întreaga Uniune; apelul lor a fost susținut oficial de Austria, Spania, Irlanda, Luxemburg și Portugalia. În decembrie 2021, Camera Deputaților din Italia a propus pentru prima dată planuri de interzicere a uciderii puilor masculi începând cu 1 ianuarie 2027, confirmând această decizie pe 3 august 2022, în parte datorită campaniilor susținătorilor bunăstării animalelor din 2020.
Ucraina urmărește să alinieze legislația sa privind bunăstarea animalelor la standardele UE, conform Acordului de Asociere UE-Ucraina (semnat în 2014, după Euromaidan). Astfel, pe 29 august 2022, Ministerul Politicii Agrare și Alimentației din Ucraina a adoptat Legea nr. #628 „Privind aprobarea cerințelor pentru asigurarea bunăstării animalelor în timpul sacrificării și uciderii” pentru a se conforma cu Regulamentul UE (CE) nr. 1099/2009 „privind protecția animalelor în momentul sacrificării”, care impune paralizarea animalelor înainte de sacrificare. De la intrarea în vigoare, legislația se aplică noilor facilități specializate, iar din 1 ianuarie 2027 se va aplica tuturor abatoarelor din Ucraina. Cercetătorii ucraineni în inovații avicole au remarcat în aprilie 2023 că regulamentul UE din 2009 ar putea deveni insuficient, având în vedere noile dezvoltări din statele membre ale UE, cum ar fi interzicerea uciderii puilor masculi în Germania din 1 ianuarie 2022 și utilizarea spectroscopiei pentru sexarea in-ovo înainte de ziua a 15-a de incubație.
Începând cu 12 octombrie 2022, Austria și Luxemburg au interzis uciderea sistematică a puilor masculi. De asemenea, în 2022, în Norvegia, o majoritate parlamentară formată din șase partide a solicitat realizarea de cercetări pentru a pune capăt macerării puilor în țară. Principalul producător de ouă al Norvegiei a instalat tehnologia de sexare in-ovo în vara anului 2023, primele ouă „fără ucidere” urmând să ajungă în magazine în 2024. Concurentul său principal a anunțat planuri de a deschide o nouă incubatoare fără ucidere în toamna anului 2024, ar guvernul norvegian este așteptat să adopte o interdicție națională asupra uciderii cocoșilor, așa cum a solicitat S torting-ul. Începând cu 1 ianuarie 2023, Legea privind Protecția Animalelor din Austria a introdus noi prevederi, inclusiv interzicerea macerării puilor vii și stabilirea că sortarea ouălor sexate in-ovo era permisă înainte de a 14-a zi de incubație, cu condiția ca embrionii să fie paralizați dacă procedura are loc după a 6-a zi. Până în decembrie 2023, tehnologia de sexare in-ovo atingea aproximativ 15% din piața UE, însă un acord la nivelul întregii Uniuni Europene pentru interzicerea completă a uciderii puilor masculi nu fusese încă adoptat.
Odată cu adoptarea Codului de Bunăstare Animală din Flandra în mai 2024, uciderea puilor a fost interzisă în principiu în Flandra, dar interdicția va intra în vigoare abia la o dată ce urmează să fie determinată.
| “ | Articolul 37. Uciderea puilor de o zi este interzisă. Primul paragraf va intra în vigoare la o dată stabilită de Guvernul Flamand. Aceasta va fi determinată odată ce determinarea sexului puilor în ou devine fezabilă înainte de ziua a 12-a de incubație.:39 | ” |

În 2024, Spania a interzis sacrificarea puilor masculi în industria foie gras. În 2022, Ministerul Agriculturii din Spania a declarat: „Spania susține interzicerea macerării puilor masculi, deși această practică nu este utilizată în țara noastră. Sprijinim cercetările privind metodele de sexare a ouălor care evită sacrificarea puilor.” La acel moment, metoda comună de ucidere a puilor masculi în Spania era asfixierea, afectând aproximativ 35 de milioane de pui anual.

### Eforturi de afaceri (2018-prezent)
Următoarele companii sunt în proces de introducere a ouălor fără ucidere (numite și „ouă fără frați”) și de eliminare a ouălor obținute prin sacrificarea puilor:

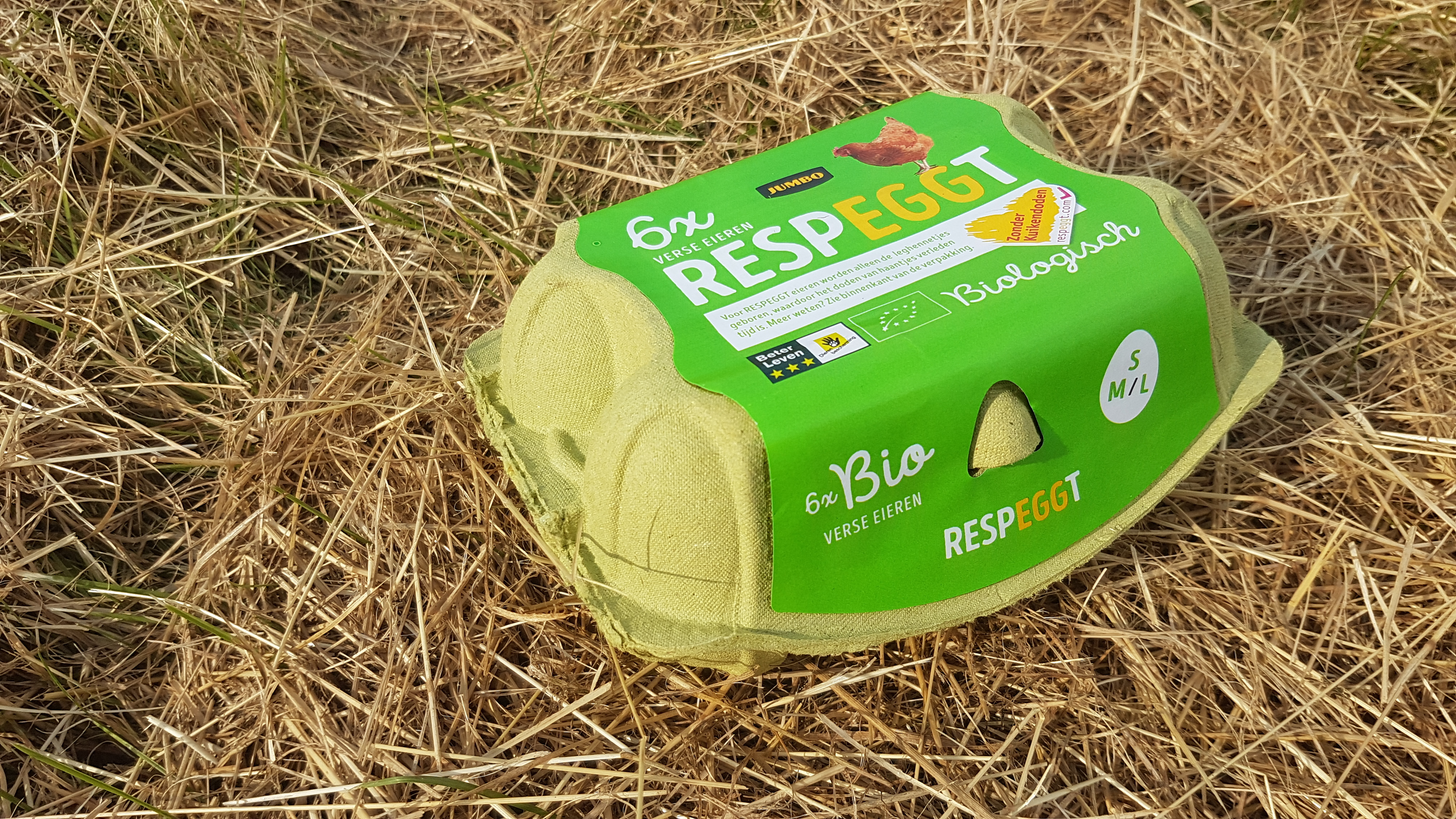
Un pachet de șase ouă organice cu eticheta Respeggt, vândut de Jumbo în Olanda, iulie 2021.

- REWE: Lanțul german de supermarketuri REWE este unul dintre principalii acționari ai companiei Seleggt, care a dezvoltat primele ouă fără ucidere. Sub eticheta Respeggt, aceste ouă au fost introduse în 350 de magazine REWE și Penny din regiunea Berlin în noiembrie 2018.[117] Până în septembrie 2019, ouăle Respeggt erau vândute în 1.350 de magazine REWE.[82]
- Edeka, Marktkauf și Famila: Aceste lanțuri germane de supermarketuri au introdus ouă fără frați în 2019.[118]
- Carrefour: Multinaționala franceză Carrefour, împreună cu Fermiers de Loué și grupul german Agri Advanced Technologies (AAT), a introdus ouă fără ucidere în Franța, în decembrie 2019.[119] Pe 10 februarie 2020, Carrefour a anunțat că intenționează să marcheze pachetele de ouă fără ucidere cu logo-uri speciale, să vândă 20% din ouăle sale fără uciderea puilor până la 1 mai 2020 și să producă exclusiv ouă cu metoda AAT până la sfârșitul anului 2021.[120] Numărul locațiilor Carrefour care vindeau ouăle stil AAT a crescut treptat în prima jumătate a anului 2020.[118]
- Cocorette: La începutul lunii februarie 2020, compania franceză de distribuție a ouălor Cocorette a anunțat că va colabora cu compania avicolă Novoponto pentru a produce ouă fără ucidere folosind tehnologia Seleggt.[37]
- Aldi: Lanțurile germane de supermarketuri Aldi Nord și Aldi Süd au anunțat în martie 2020 că intenționează să elimine uciderea puilor din întreaga lor rețea înainte de 2022. Aldi Olanda lua în considerare această decizie până în mai 2020.[82]
- Jumbo: Lanțul olandez de supermarketuri Jumbo a fost prima companie din Olanda care a început să vândă ouă Respeggt. Începând cu mijlocul lunii martie 2020, toate supermarketurile Jumbo (peste 600 de locații în Olanda și câteva în Belgia) le aveau disponibile, iar ouăle organice Respeggt urmau să fie introduse mai târziu în 2020.[82]
- Coop: Lanțul olandez de supermarketuri Coop (peste 300 de locații) a început să vândă ouă Respeggt provenite din pășune în septembrie 2020.[82]
- În iulie 2021, companiile olandeze care utilizează tehnologia de sexare in-ovo Respeggt și In Ovo au declarat că aceasta câștigă avânt în Europa de Nord-Vest, iar marii comercianți cu amănuntul fac tranziția anticipând interdicția legală germană asupra uciderii puilor.[121] În general, costurile suplimentare nu sunt suportate de producători, ci de consumatori (de aproximativ 1 eurocent pe ou în cazul Respeggt). CEO-ul Respeggt, Martijn Haarman, a declarat: „Industria avicolă demonstrează că a ascultat dorința societății de a nu mai omorî pui masculi... Acum depinde de consumatori să decidă dacă acel preț mai mare [de 1 cent pe ou] merită plătit pentru a preveni uciderea puilor.”[67] Haarman a susținut, de asemenea, că alternativa creșterii puilor masculi până la cocoși pentru carne nu este viabilă din punct de vedere economic și reprezintă „o regresie atât pentru bunăstarea animalelor, cât și pentru mediu.”[67]
- Norvegia: În mai 2023, compania Steinsland & Co din Jæren și Nortura, care reprezintă două treimi din piața găinilor ouătoare din Norvegia, au instalat prima tehnologie Seleggt de sexare in-ovo din țară pentru a selecta ouăle fertilizate masculine înainte de ziua a 13-a de incubație, cu scopul de a elimina treptat toate uciderile puilor eclozați.[110] Singurul alt producător norvegian de ouă, Salte Kyllingopdrett („Creșterea Puilor”), a anunțat în decembrie 2023 că colaborează cu doi mari producători de furaje (Felleskjøpet Rogaland Agder și Fiskå Mølle) pentru a instala o nouă incubatoare fără ucidere cu tehnologie de sexare in-ovo în Sirevåg, care va fi livrată în toamna anului 2024.[112]  Salte a comentat: „Acest lucru va duce la creșterea prețului ouălor în magazine, dar nu avem altă opțiune” pentru a rămâne competitivi față de Steinsland/Nortura, precum și pentru a asigura diversitatea genetică și reducerea riscurilor legate de gripa aviară.[122]

Următoarele companii iau în considerare sau s-au angajat să introducă ouă fără ucidere și să elimine ouăle obținute prin uciderea puilor masculi:
- În 2016, United Egg Producers, care reprezintă incubatoarele ce produc 95% din toate ouăle din Statele Unite ale Americii, a ajuns la un acord cu The Humane League pentru a elimina voluntar uciderea puilor masculi până în 2020 sau de îndată ce va fi „fezabilă din punct de vedere economic” și o alternativă va fi „disponibilă comercial”. În ianuarie 2020, președintele UEP, Chad Gregory, a afirmat că „o soluție viabilă și scalabilă nu este încă disponibilă”, dar a rămas „o prioritate și un lucru corect de făcut” și că UEP este „optimist că o descoperire este pe cale să apară”. Președintele The Humane League, David Coman-Hidy, s-a declarat, de asemenea, optimist cu privire la progresul tehnologic și a rămas încrezător că alternativele vor fi implementate curând „pentru a salva viețile celor aproximativ 300 de milioane de pui masculi care sunt omorâți în fiecare an doar în SUA”.[123] Până la 25 martie 2021, conform unui comunicat de presă de la United Egg Producers, acordul nu fusese respectat.[124] Prin urmare, UEP nu era încă pregătit să adopte sexarea in-ovo până când tehnologia nu va deveni mai scalabilă și eficientă.[125]
- Vital Farms, un producător de ouă provenite din pășune și a doua cea mai mare marcă de ouă din Statele Unite, după vânzări,[126] a declarat că este angajat să sprijine încetarea uciderii puilor masculi și să susțină alternative care pot fi adoptate la scară largă.[127]
- Albert Heijn, cel mai mare lanț de supermarketuri olandez, cu aproximativ 1.000 de locații în Olanda și Belgia, a declarat în mai 2020 că „monitorizează atent dezvoltările tehnologice și, când va fi fezabil din punct de vedere operațional, va adopta această practică”.[117]

Conform unui raport de cercetare din septembrie 2023 al Innovate Animal Ag, tehnologia de sexare in-ovo a fost aplicată cu succes la cel puțin „56 de milioane din populația comercială de găini ouătoare din UE, care numără 389 de milioane”, atingând o penetrare pe piață de aproape 15% în Uniunea Europeană, la cinci ani după ce tehnologia a fost comercializată pentru prima dată, în 2018. Creșterea disponibilității mașinilor de sexare in-ovo în Europa a permis prevenirea nașterii și uciderii unui număr echivalent de pui masculi.